# Trpimir Ier
 (janvier 2024).
Si vous disposez d'ouvrages ou d'articles de référence ou si vous connaissez des sites web de qualité traitant du thème abordé ici, merci de compléter l'article en donnant les références utiles à sa vérifiabilité et en les liant à la section « Notes et références ».

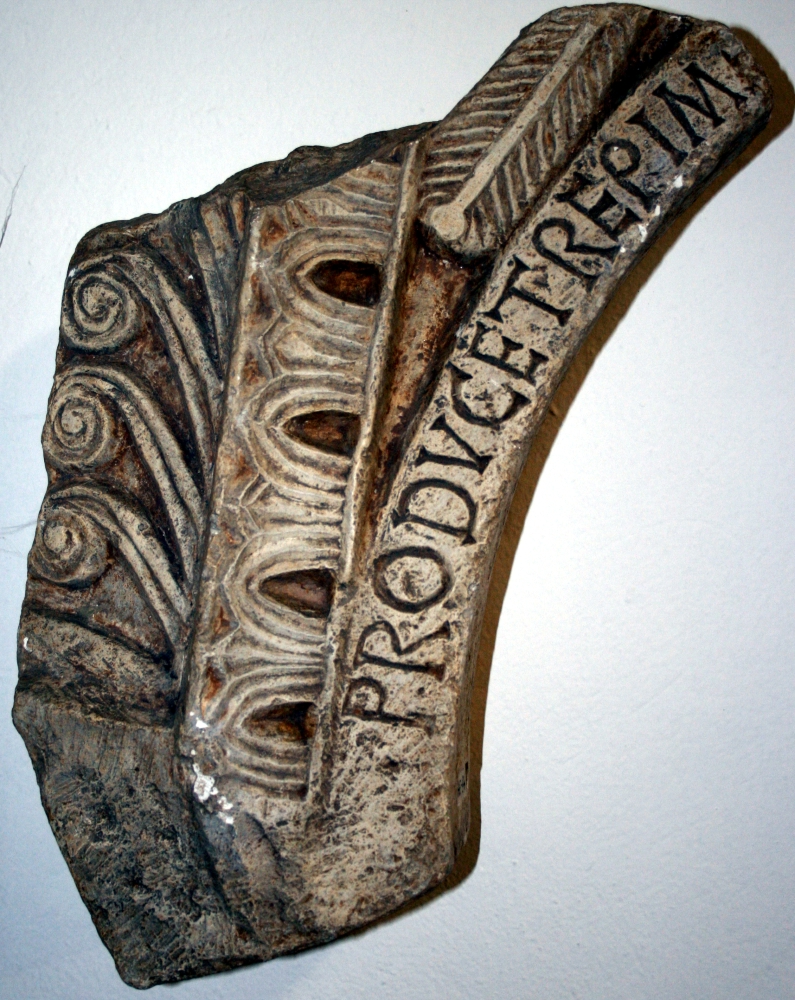
Fragment de poutre avec l'inscription du prince Trpimir datant du IXe siècle, découvert à Rižinice près de Solin.

Trpimir (latin : Tirpimiro, Tibimir, Trapimir) est duc de la Croatie dalmate d'environ 845 à 864, et le fondateur de la dynastie royale des Trpimirović. Il est le premier souverain croate à se nommer duc des Croates (dux Chroatorum). Sa résidence royale se situe à Klis et à Bijaći près de Trogir, et éventuellement aussi à Knin.

## Renforcement du royaume
Vers l'année 845, il succède à Mislav. Formellement, il reconnaît l'autorité suprême du roi franc Lothaire, mais gouverne en tant que souverain indépendant et puissant. Dans sa cour princière, il avait des prêtres de cour, des chambellans de cour, ainsi qu'une suite permanente comprenant, entre autres, les chefs de comté les plus respectés, qui sont les conseillers et collaborateurs de Trpimir.
Il exploite habilement les attaques des Arabes, affaiblissant ainsi Byzance et Venise. Selon le témoignage du Bénédictin Gottschalk, Trpimir combat avec succès contre Byzance et Venise entre 846 et 848, tant sur mer que sur terre. Lorsque les Narentins attaquent la ville vénitienne de Caorle, Trpimir défait l'archonte byzantin résidant alors à Zadar. Gottschalk, un moine et théologien allemand (805 - 868/869) accusé d'hérésie en raison de son enseignement sur la prédestination, se réfugie à la cour de Trpimir pour échapper aux Francs, démontrant ainsi la puissance et l'indépendance de ce prince.
Entre 854 et 860, les Bulgares attaquent la Croatie, que Trpimir défend avec succès, infligeant une frappe décisive dans le nord-est de la Bosnie, là où la Croatie est limitrophe de la Bulgarie.

## Donation de Trpimir

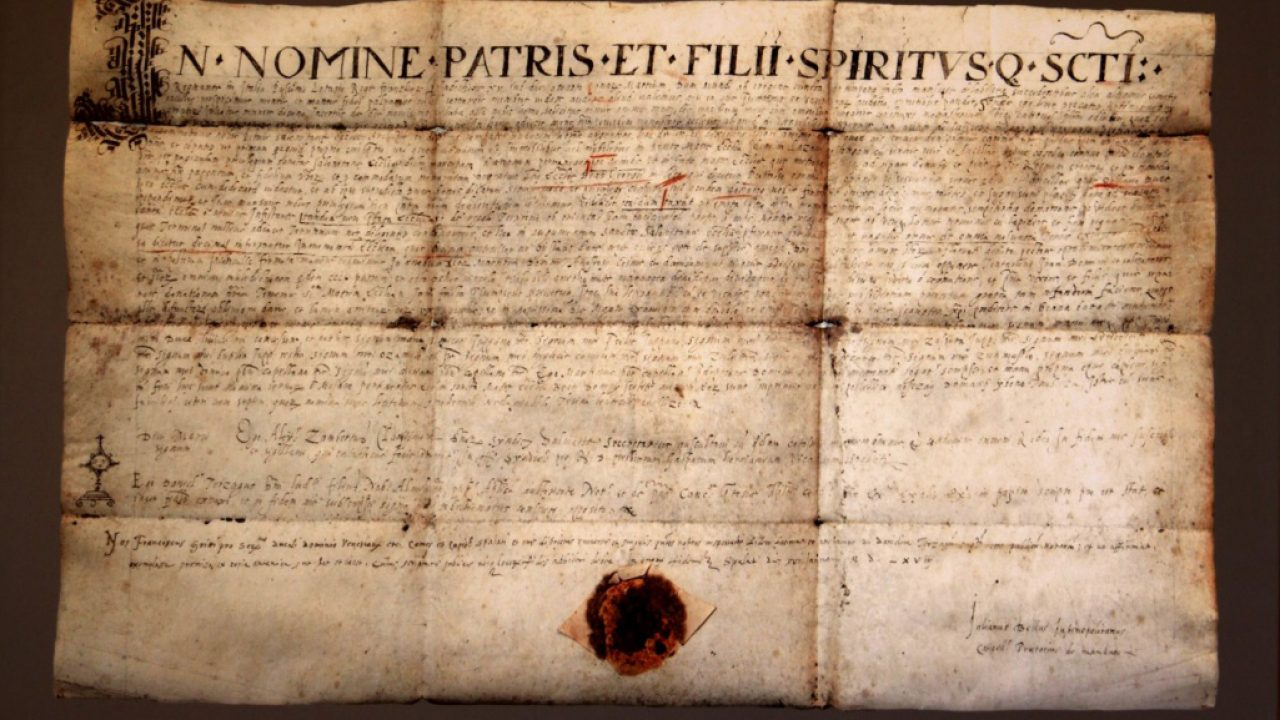
Charte du duc Trpimir

La donation de Trpimir, en particulier la charte latine du 4 mars 852 (parfois datée avant 840), est particulièrement célèbre. Par cette charte, Trpimir confirme la donation de son prédécesseur Mislav à l'archevêché de Split et lui offre également l'église Saint-Georges à Putalj ainsi que des propriétés avec des serfs associés. Ce document, la plus ancienne charte conservée des dirigeants croates, a été rédigé par un prêtre en tant que chancelier du prince. Les témoins y sont mentionnés : cinq chefs de comtés, l'administrateur de la cour du prince (Negotin), trois prêtres (Dominik, Ciprijan et Martin) et cinq autres personnalités respectées. Trpimir y est appelé "par la grâce de Dieu, prince des Croates" (iuvatus munere divino dux Croatorum), et son pays est désigné comme le regnum Croatorum. Bien que cette expression puisse être traduite littéralement par "le royaume des Croates", elle désignait probablement à l'époque le territoire sur lequel les Croates régnaient. Trpimir se nomme lui-même "par la grâce de Dieu, duc des Croates" (en latin : "Dux Chroatorum iuvatus munere divino"), ce qui suggère probablement qu'il n'a pas été nommé au pouvoir par l'empereur. On apprend également de la charte que Trpimir résidait à Bijaći et possédait également Klis. Il convient de mentionner que dans son œuvre "De Trina deitate", Gottschalk appelle Trpimir "roi des Slaves" (Rex Sclavorum), ce qui suggère la position renforcée de Trpimir par rapport à Byzance et à la Francie à l'époque.

## Autres témoignages
Le duc Trpimir a invité plusieurs moines bénédictins du célèbre centre bénédictin de Montecassino (entre Rome et Naples) sur la péninsule italienne et les a installés au monastère bénédictin de Rižinice, près de Klis. Les bénédictins installés dans le monastère ont joué un rôle significatif dans la vie religieuse et éducative, ainsi que dans la diffusion de l'alphabétisation. Sur le territoire, un fragment de la clôture d'autel a été découvert avec l'inscription "...pour le prince Trpimir" (...pro duce Trepim(ero)). Trpimir et son fils aîné Petar ont fait un pèlerinage dans la ville italienne de Cividale (à 16 km à l'est d'Udine), comme en témoignent les noms enregistrés dans l'Évangile de saint Marc bien connu (l'Évangéliaire de Cividale), où sont inscrits les noms de nombreux autres souverains européens, en particulier slaves et germains. Là-bas, son nom est enregistré comme domno Tripimiro (seigneur Trpimir), avec le titre qui était alors volontiers attribué aux dignitaires les plus éminents. Le théologien allemand Gottschalk (805 - 868/869) le mentionne dans un extrait de son œuvre De Trina Deitate comme "roi des Slaves" (rex Sclavorum), ce qui souligne encore son autorité suprême et le fait qu'il n'était le vassal de personne en réalité. En outre, Trpimir est mentionné comme archonte croate par l'empereur byzantin Constantin VII Porphyrogénète (913 – 959) dans son ouvrage De administrando imperio, où il le désigne comme le père du roi Krešimir et situe son règne au Xe siècle. Le chroniqueur vénitien Jean le Diacre († après 1018) mentionne dans la Chronique vénitienne que le prince Zdeslav appartenait à la famille de Trpimir.
Trpimir est également mentionné dans la chronique vénitienne Corona Venetorum, composée de deux chroniques du XVe siècle et XVIe siècle comme "Trpimir roi de Croatie" ( Trapimir re di Croatia ).

## Fin de règne et succession
À la fin du règne de Trpimir, en 863, le premier schisme entre le pape de Rome et le patriarche de Constantinople, Photius, éclate, plaçant la Croatie entre les deux forces.
La fin du règne de Trpimir n'est pas tout à fait claire, tout comme la séquence exacte de ses successeurs. Trpimir avait trois fils, Petar, Zdeslav et Muncimir, et selon l'une des théories, c'est son fils Zdeslav qui lui succède, mais il est rapidement renversé par Domagoj, qui n'était pas de sa lignée familiale. Selon une autre théorie, Domagoj aurait directement succédé à Trpimir vers 864, écartant ainsi, selon certains, le fils de Trpimir, Petar.